# Xochitepec (kommun)
Xochitepec är en kommun i Mexiko.   Den ligger i delstaten Morelos, i den sydöstra delen av landet, 70 km söder om huvudstaden Mexico City. Antalet invånare är 45 643.
Följande samhällen finns i Xochitepec:
- Xochitepec
- Unidad Morelos
- Alpuyeca
- Chiconcuac
- Ninguno Centro de Readaptación Social de Atlacholoaya
- Francisco Villa
- La Esperanza
- Colonia Ampliación 3 de Mayo
- Colonia la Pintora
- Colonia las Flores
- Colonia Humberto Gutiérrez Corona
- Fraccionamiento los Laureles
- La Guamuchilera
- Campo San Rafael
- Santa Fe
- Coaxcomac
- Las Palmas
- El Capiri
- San Francisco
- Campo Solís
- Campo Canela
- Campo Ameyalco
- El Pedregal
- Campo el Burro
- Campo la Tehuixtlera
- Colonia Santa Cruz
- Ampliación el Calvario